# Ivan Privalov
Ivan Ivanovich Privalov (Nizhniy Lomov, Oblast de Penza, 11 de fevereiro de 1891 — Moscou, 13 de julho de 1941) foi um matemático russo.

## Publicações

### Livros
- I. I. Privalov, Subharmonic Functions, GITTL, Moscow, 1937.
- I. I. Privalov, Introduction to the Theory of Functions of a Complex Variable, GITTL, Moscow-Leningrad, 1948 (14n ed: 1999, ISBN 5-06-003612-X).
- I. I. Privalov, Boundary Properties of Analytic Functions, 2nd ed., GITTL, Moscow-Leningrad, 1950.